# William Jackson Worthington

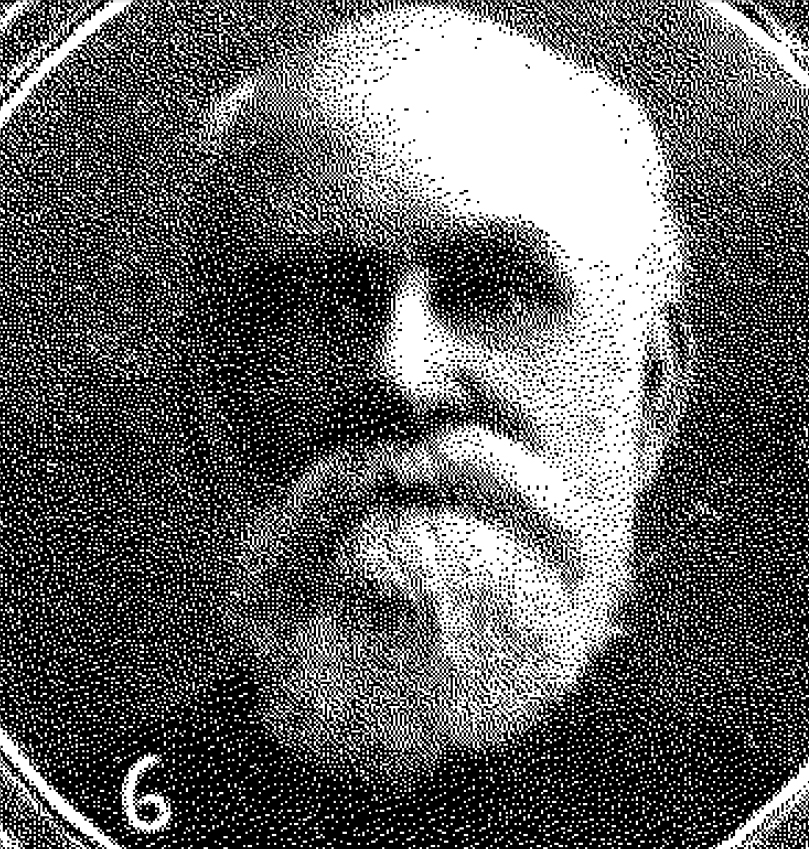
William Jackson Worthington

William Jackson Worthington (* 9. November 1833 bei Johnstown, Cambria County, Pennsylvania; † 22. Mai 1914 in Greenup, Kentucky) war ein US-amerikanischer Politiker. Zwischen 1895 und 1899 war er Vizegouverneur des Bundesstaates Kentucky.

## Leben
William Worthington besuchte die öffentlichen Schulen seiner Heimat und in Ohio, wo er einen Teil seiner Jugend verbrachte. Später kam er dann nach Kentucky. In seinen jungen Jahren arbeitete er als Farmer. Während des Bürgerkriegs war er Soldat im Heer der Union. Dabei stieg er bis zum Oberstleutnant auf. Er war an mehreren wichtigen Schlachten beteiligt. Nach dem Krieg kehrte er nach Kentucky zurück, wo er 15 Jahre lang in der Eisenbranche arbeitete. Im Greenup County amtierte er für eine Amtszeit als Richter. Politisch schloss er sich der Republikanischen Partei an. 1869 wurde er in den Senat von Kentucky gewählt.
Im Jahr 1895 wurde Worthington an der Seite von William O’Connell Bradley zum Vizegouverneur von Kentucky gewählt. Dieses Amt bekleidete er zwischen 1895 und 1899. Dabei war er Stellvertreter des Gouverneurs und Vorsitzender des Staatssenats. Während dieser Zeit erwarb er größere Ländereien von einer Eisenverarbeitungsfirma. Im Jahr 1900 wurde er nochmals in die Staatslegislative gewählt. Er starb am 22. Mai 1914 in Greenup, wo er auch beigesetzt wurde.